# Sheraldo Becker
Sheraldo Becker (Amsterdam, 9 februari 1995) is een Surinaams-Nederlands voetballer die doorgaans als rechtsbuiten speelt. Hij verruilde 1. FC Union Berlin in januari 2024 voor het Spaanse Real Sociedad. Sinds 2021 is Becker Surinaams international.

## Clubcarrière

### AFC Ajax
In 2004 kwam Becker via een talentendag in de jeugdopleiding. Op 6 juni 2011 werd bekendgemaakt door Ajax dat Becker een contract had getekend tot en met 30 juni 2014.
Becker, die gedurende het seizoen 2013/14 speelde in de A1 van Ajax, debuteerde op 14 oktober 2013, door veel afwezigen vanwege de interlandwedstrijden, voor Jong Ajax in de Eerste divisie tegen Fortuna Sittard. Hij startte in de basiself en werd na 67 vervangen door Dejan Meleg. Fortuna Sittard won de wedstrijd met 0-3. Becker scoorde op 28 februari 2014 zijn eerste doelpunt in het betaald voetbal voor Jong Ajax in de Jupiler League thuiswedstrijd tegen FC Den Bosch die met 3-2 werd gewonnen. Becker werd door Frank de Boer opgenomen in de 18-koppige selectie die 8 mei 2014 vertrekt naar Indonesië voor twee oefenwedstrijden, als afsluiting van het seizoen 2013/14, tegen Persija Jakarta en Persib Bandung.
Op 3 juli 2014 maakte Ajax bekend dat het met Becker overeenstemming had bereikt over de verlenging van zijn contract, dat liep tot en met 30 juni 2014. Sheraldo Becker heeft een nieuw en verbeterd contract getekend wat loopt tot en met 30 juni 2017. Begin 2015 maakte Ajax bekend dat het Becker graag zou willen verhuren aan een Eredivisieclub om hem zo ervaring op te laten doen.

### Verhuur aan PEC Zwolle
Kort nadat Ajax kenbaar had gemaakt Becker graag te willen verhuren, werd bekendgemaakt dat Becker per direct werd verhuurd aan PEC Zwolle. Zijn officiële debuut daarvoor maakte Becker op 17 januari 2015 in een Eredivisiewedstrijd thuis tegen NAC Breda. Die eindigde in 4-1. Becker kwam na 70 minuten in de ploeg voor Ryan Thomas en gaf vervolgens de assist op Ben Rienstra, die de laatste goal van de wedstrijd maakte. Op 4 februari 2015 scoorde Becker zijn eerste officiële doelpunt voor PEC Zwolle in de Eredivisie. Thuis tegen FC Dordrecht maakte hij in de tachtigste minuut 2-0 in een wedstrijd die met 4-0 werd gewonnen. PEC Zwolle en Ajax kwamen in juni 2015 overeen om Beckers huurperiode gedurende het seizoen 2015/2016 voort te zetten. Hij kwam in dat seizoen tot 26 officiële wedstrijden waarin hij 4 maal wist te scoren.

### ADO Den Haag
Na zijn verhuurperiode aan PEC Zwolle keerde Becker terug bij Ajax waar hij niet in de plannen voorkwam. Becker moest weer aansluiten bij Jong Ajax. Ajax gaf de voorkeur, mede door het aflopende contract van Becker, aan een verkoop. Op 21 augustus 2016 tekende Becker een contract tot medio 2019 bij ADO Den Haag.

### FC Union Berlin
In juni 2019 maakte de Duitse club 1.  FC Union Berlin, nieuw gepromoveerd naar de Bundesliga, de komst van Becker bekend.
Hij maakte zijn debuut in de Duitse Bundesliga op 18 augustus 2019 (speeldag 1) met een 4-0 nederlaag, thuis tegen RB Leipzig. Nadat FC Union Berlin zich in het debuutseizoen had weten te handhaven, wist Becker in het seizoen 2020/21 met Union de European Conference League te bereiken. Hij droeg drie doelpunten bij aan dit succes, maar was het grootste deel van de tweede helft van het seizoen afwezig vanwege een blessure.
Becker werd in augustus 2022 uitgeroepen tot Bundesliga Speler van de Maand nadat hij in 4 wedstrijden 4 doelpunten en 2 assists had gescoord, waarmee hij de eerste Union-speler was die dit bereikte.
Becker leidde zijn ploeg als aanvoerder in de clubs eerste deelname aan de UEFA Champions League. In de met 2-3 verloren thuiswedstrijd tegen SC Braga scoorde Becker het eerste doelpunt van Union Berlin in de Champions League. Ook het tweede doelpunt in die wedstrijd kwam van Becker, waardoor zijn doelpunten totaal in de Champions League op twee staat.

### Real Sociedad
Op 18 januari 2024 werd bekend dat Becker de overstap naar Real Sociedad maakt. De ploeg die actief is in de Primera División betaalde Union Berlin €3.000.000,- om zijn contract af te kopen. 
Met Real Sociedad zal Becker het op nemen tegen de sterren van Paris Saint-Germain FC in de achtste finale van de UEFA Champions League 2023/24.

## Clubstatistieken
| Seizoen     | Club               | Competitie       | Competitie | Competitie | Competitie | Beker | Beker | Beker | Internationaal | Internationaal | Internationaal | Totaal | Totaal | Totaal |
| Seizoen     | Club               | Competitie       | Wed.       | Dlp.       | Ass.       | Wed.  | Dlp.  | Ass.  | Wed.           | Dlp.           | Ass.           | Wed.   | Dlp.   | Ass.   |
| ----------- | ------------------ | ---------------- | ---------- | ---------- | ---------- | ----- | ----- | ----- | -------------- | -------------- | -------------- | ------ | ------ | ------ |
| 2013/14     | Jong Ajax          | Eerste divisie   | 14         | 1          | 1          | —     | —     | —     | —              | —              | —              | 14     | 1      | 1      |
| 2014/15     | Jong Ajax          | Eerste divisie   | 16         | 4          | 4          | —     | —     | —     | —              | —              | —              | 16     | 4      | 4      |
| Club Totaal | Club Totaal        | Club Totaal      | 30         | 5          | 5          | 0     | 0     | 0     | 0              | 0              | 0              | 30     | 5      | 5      |
| 2014/15     | → PEC Zwolle       | Eredivisie       | 10         | 1          | 2          | 2     | 0     | 0     | —              | —              | —              | 12     | 1      | 2      |
| 2015/16     | → PEC Zwolle       | Eredivisie       | 25         | 4          | 5          | 1     | 0     | 0     | —              | —              | —              | 26     | 4      | 5      |
| Club Totaal | Club Totaal        | Club Totaal      | 35         | 5          | 7          | 3     | 0     | 0     | 0              | 0              | 0              | 38     | 5      | 7      |
| 2016/17     | ADO Den Haag       | Eredivisie       | 28         | 3          | 1          | 3     | 0     | 1     | —              | —              | —              | 31     | 3      | 2      |
| 2017/18     | ADO Den Haag       | Eredivisie       | 29         | 2          | 7          | 0     | 0     | 0     | —              | —              | —              | 29     | 2      | 7      |
| 2018/19     | ADO Den Haag       | Eredivisie       | 33         | 7          | 10         | 2     | 1     | 1     | —              | —              | —              | 35     | 8      | 11     |
| Club Totaal | Club Totaal        | Club Totaal      | 90         | 12         | 18         | 5     | 1     | 2     | 0              | 0              | 0              | 95     | 13     | 20     |
| 2019/20     | 1. FC Union Berlin | Bundesliga       | 13         | 0          | 2          | 1     | 0     | 0     | —              | —              | —              | 14     | 0      | 2      |
| 2020/21     | 1. FC Union Berlin | Bundesliga       | 18         | 3          | 3          | 2     | 0     | 0     | —              | —              | —              | 20     | 3      | 3      |
| 2021/22     | 1. FC Union Berlin | Bundesliga       | 28         | 4          | 6          | 4     | 2     | 0     | 8              | 0              | 3              | 40     | 6      | 9      |
| 2022/23     | 1. FC Union Berlin | Bundesliga       | 34         | 11         | 7          | 4     | 0     | 2     | 10             | 1              | 1              | 48     | 12     | 10     |
| 2023/24     | 1. FC Union Berlin | Bundesliga       | 11         | 0          | 2          | 2     | 1     | 0     | 6              | 2              | 0              | 19     | 1      | 2      |
| Club Totaal | Club Totaal        | Club Totaal      | 104        | 18         | 20         | 13    | 3     | 2     | 24             | 3              | 4              | 141    | 22     | 26     |
| 2023/24     | Real Sociedad      | Primera División | 11         | 2          | 2          | 2     | 1     | 0     | 0              | 0              | 0              | 13     | 3      | 2      |
| Club Totaal | Club Totaal        | Club Totaal      | 11         | 2          | 2          | 2     | 1     | 0     | 0              | 0              | 0              | 13     | 3      | 2      |
| TOTAAL      | TOTAAL             | TOTAAL           | 259        | 40         | 50         | 21    | 4     | 4     | 24             | 3              | 4              | 317    | 48     | 60     |

Bijgewerkt t/m 6 mei 2024.

## Interlandcarrière

### Nederlandse jeugdelftallen
Becker debuteerde op 28 oktober 2010 als jeugdinternational voor Nederland onder 16 jaar. Voor dit elftal kwam hij totaal vier wedstrijd in actie waarin hij 1 maal wist te scoren. Becker kwam verder achtereenvolgend in actie voor Nederland onder 17, 18, 19 en 20 jaar. Daarnaast werd hij in 2015 opgenomen in een voorselectie van Jong Oranje.
| Jeugdinterlands van Sheraldo Becker | Jeugdinterlands van Sheraldo Becker | Jeugdinterlands van Sheraldo Becker | Jeugdinterlands van Sheraldo Becker | Jeugdinterlands van Sheraldo Becker | Jeugdinterlands van Sheraldo Becker |
| Team (№ interlands)                 | Datum                               | Wedstrijd                           | Uitslag                             | Soort Wedstrijd                     | Doelpunten                          |
| Als speler bij Ajax                 | Als speler bij Ajax                 | Als speler bij Ajax                 | Als speler bij Ajax                 | Als speler bij Ajax                 | Als speler bij Ajax                 |
| ----------------------------------- | ----------------------------------- | ----------------------------------- | ----------------------------------- | ----------------------------------- | ----------------------------------- |
| Onder 16 (1.)                       | 28 oktober 2010                     | Nederland – Portugal                | 0 – 1                               | 12e Tournoi Val de Marne '10        |                                     |
| Onder 16 (2.)                       | 30 oktober 2010                     | Nederland – Noorwegen               | 1 – 0                               | 12e Tournoi Val de Marne '10        |                                     |
| Onder 16 (3.)                       | 4 februari 2011                     | Nederland – Portugal                | 2 – 0                               | Int. jeugdtoernooi Portugal '11     |                                     |
| Onder 16 (4.)                       | 6 februari 2011                     | Nederland – Israël                  | 4 – 1                               | Int. jeugdtoernooi Portugal '11     | 1                                   |
| Onder 17 (1.)                       | 16 september 2011                   | Nederland -– Italië                 | 1 – 0                               | Vier-Nationen-Turnier               |                                     |
| Onder 17 (2.)                       | 19 september 2011                   | Israël – Nederland                  | 1 – 3                               | Vier-Nationen-Turnier               |                                     |
| Onder 17 (3.)                       | 4 februari 2012                     | Engeland – Nederland                | 2 – 2                               | XXXV Torneio Int. do Algarve '12    | 1                                   |
| Onder 17 (4.)                       | 6 februari 2012                     | Portugal – Nederland                | 2 – 0                               | XXXV Torneio Int. do Algarve '12    |                                     |
| Onder 18 (1.)                       | 11 september 2012                   | Nederland – Verenigde Staten        | 2 – 4                               | Vriendschappelijk                   | 1                                   |
| Onder 19 (1.)                       | 5 maart 2014                        | Nederland – Spanje                  | 2 – 1                               | Vriendschappelijk                   |                                     |
| Onder 20 (1.)                       | 4 september 2014                    | Nederland – Tsjechië                | 0 – 1                               | Vriendschappelijk                   |                                     |

### Surinaams elftal
In november 2020 werd Becker door bondscoach Dean Gorré opgeroepen voor de nationale Surinaamse voetbalselectie.